# Ритлябский район
Ритлябский район — административный район, существовавший в составе Дагестанской АССР в период с 1944 по 1957 год.
Административный центр — село Ритляб.

## География
Ритлябский район располагался на западе республики, на границе с Грозненской областью. Граничил: на западе с Междуреченским районом Грозненской области, на север с Шурагатским, на востоке с Андалалский и на юге с Веденским районами.

## История
Указом Президиума Верховного Совета СССР от 7 марта 1944 г. «О ликвидации Чечено-Ингушской АССР и об административном устройстве её территории» в состав Дагестанской АССР передавались территории следующих районов: Веденский, Ножайюртовский, Саясановский, Чеберлоевский — в существующих границах, а также Курчалоевский и Шароевский районы, за исключением северо-западной части этих районов, и восточная часть Гудермесского района.
Постановлением Верховного Совета РСФСР от 7.06.44 г. из бывшего Саясановского района создан Ритлябский район с центром в селе Ритляб.
Указом Президиума Верховного Совета РСФСР «О восстановлении Чечено-Ингушской АССР и упразднении Грозненской области» от 9 января 1957 г. из состава ДАССР в восстановленную ЧИАССР передан Ритлябский район. 10 апреля 1957 года он был переименован в Саясановский район.

## Административное деление
Район состоял из 18 сельсоветов:
1. Анцухский — с.Анцух
2. Арадерихский — с.Арадерих
3. Бежтинский — с.Бежта, х. Джанхой
4. Бетлинский — с.Бетли, Хочу-Ара
5. Большешагадинский — с.Большая Шагада, с. Малая Шагада
6. Гидибский — с.Гидиб
7. Гордалинский — с.Гордали
8. Гунзибский — с.Гунзи, х. Регеты
9. Колобский — с.Колоб, Верхний Колоб, Иштибури
10. Кульзебский — с.Кульзеб
11. Моксобский — с.Моксоб
12. Мочохский — с.Мочох
13. Ново-Ритлябский — с.Ново-Ритляб
14. Первомайский — с.Первомайский
15. Ритлябский — с.Ритляб
16. Тлядалский — с.Тлядал, с. Сагада
17. Цатанихский — с.Цатаних
18. Чанабский — с.Чанаб, с. Чилдаб

## Население
После присоединения района к республике на эту территорию были переселены аварцы из различных районов республики